# Камарилло (Калифорния)
Камарилло (англ. Camarillo) — город в округе Вентура в штате Калифорния в Соединённых Штатах Америки. В некоторых источниках описывается как Камарильо.
Согласно данным переписи населения США 2020 года число жителей города 
составляло 70 741 человек, что, для такого небольшого населённого пункта, существенно больше (+ 8.5%), чем было во время предыдущей переписи проводившейся в 2010 году (65 201 человек).

## История
В доколумбову эпоху эти земли на протяжении тысяч лет населяли индейцы из народа чумаши.
Поселение было названо в честь братьев из Калифорнии Адольфо и Хуана Камарилло-младшего, которые основали город на месте своего ранчо Кальегуас.
Первоначально сообщество было сосредоточено вокруг церкви Святой Марии Магдалины. В 1927 году Дон Хуан Камарильо пожертвовал 100 акров (0,40 км2) католической семинарии, названной Иоанна Евангелиста.
С момента основания до начала Второй мировой войны населённый пункт рос очень медленно. В конце 1940-х годов участки под застройку на бульваре Вентура, главной улице в центре города, предлагались по 450 долларов, а участки под дома на соседних улицах стоили 250 долларов, и покупателей было немного. Проезд до Лос-Анджелеса и обратно был затруднён из-за узкой, извилистой дороги, поднимающейся по склону Конехо к востоку от города.
Основной отраслью промышленности в этот период было сельское хозяйство, а территория вокруг небольшого города была покрыта апельсиновыми, лимонными и ореховыми рощами. Государственная психиатрическая больница, построенная к югу от города, была крупнейшим работодателем. Несколько домов выросли к северу и югу от центра города.
Армейский аэродром, построенный во время Второй мировой войны к западу от города привлёк в этот район множество военных. После войны аэродром трансформировался в авиабазу. С началом Корейской войны и связанной с этим напряженностью в ходе холодной войны военные усилили своё присутствие. В 1970 году база закрылась, но инфраструктура была использована для создания современного аэропорта.
В середине 1950-х годов было завершено строительство автострады Ventura Freeway от Лос-Анджелеса до населённых пунктов на севере, что сделало поездку в Камарильо гораздо более простой и обычно занимающей не более часа. На южной стороне автострады находится полоса предприятий, церквей, школ и парков. Первоначально планировалось, что автострада будет проходить к югу от города, однако после долгих дебатов городские власти убедили проложить автостраду параллельно бульвару Ventura. Так появился печально известный крутой спуск с гор Санта-Моника, известный как уклон Конехо. Уклон составляет около 2,7 мили (4,3 км) и обозначен как 7%-ный уклон, что означает около тысячи футов перепада высот менее чем за три мили (70 метров на километр). Наверху уклона находится станция проверки тормозов Калифорнийского дорожного патруля, и остановка обязательна для всех 18-ти колёсных (и более) грузовых автомобилей. Завершение строительства автострады и, как следствие доступность города, существенно способствовало последующему скачкообразному росту города, так как земля здесь много более доступна (порой кратно) по цене, чем в ближайших пригородах Лос-Анжелеса.
22 октября 1964 года Камарилло официально получил статус города.
2 мая 2013 года близ Камарильо недалеко от автотрассы начался сильный пожар, который перекинулся на город и поглотил полтора десятка зданий. Город отделался относительно легко, так как под угрозой находилось более четырёх тысяч домов, но к счастью для горожан, начался ливень принёсший сразу более полудюйма осадков, что для Калифорнии довольно много.

## География
Камарилло расположен в долине Плезант на восточной оконечности равнины Окснард, с горами Санта-Сусана на севере, холмами Камарильо на северо-западе, долиной Конехо на востоке и западными отрогами гор Санта-Моника на юге.
Согласно данным Бюро переписи населения США, общая площадь города составляет 19,5 квадратных мили (51 км2), 0,015 квадратных мили (0,039 км2 или 0,08%) этой площади приходится на водную поверхность.

## Климат
В этом регионе тёплое (иногда жаркое) и сухое лето, а среднемесячные температуры не превышают 71,6 °F (22,0 °C). Согласно системе классификации климата Кёппена, в Камарильо тёплый летний средиземноморский климат, сокращенно обозначаемый аббревиатурой «Csb» на климатических картах.